# كربونات الكالسيوم
 كربونات كالسيوم  مركب كيميائي له الصيغة CaCO3، ويكون على شكل مسحوق أبيض.

## الخواص
- توجد أشكال مختلفة من أشكال البنية البلورية لمركب كربونات الكالسيوم. يوجد بشكل مكعب في معدن الكالسيت وبنظام معيني قائم في كل من معدني الأراغونيت والفاتيريت.
- يعد مركب كربونات الكالسيوم عملياً غير منحل في الماء (فقط 1.4 مغ لكل 100 مل من الماء). ولكن في حال احتواء الماء على غاز ثنائي أكسيد الكربون فإن انحلالية كربونات الكالسيوم في الماء تزداد وذلك نتيجة لتشكل البيكربونات.
- يتفكك مركب كربونات الكالسيوم بشكل سريع نتيجة أثر الأحماض عليه، حيث يحرر غاز ثنائي أكسيد الكربون.

## التحضير
يحضر صناعياً بإشباع محلول رائق الكلس هيدروكسيد الكالسيوم بغاز ثنائي أكسيد الكربون حسب المعادلة:
Ca(OH)2 + CO2 → CaCO3 + H2O
تحضر من تسخين بيكربونات الكالسيوم سواء الصلبة أو السائلة حسب المعادلة التالية:
Ca(HCO3)2 → CaCO3 + CO2 + H2O

## الاستخدامات

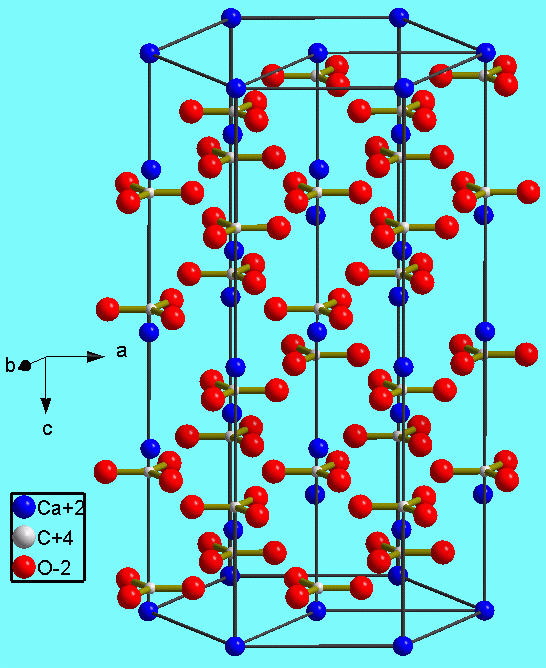
البنية البلورية للكلسيت (كربونات الكالسيوم)

- يستعمل بشكل واسع في تحضير الاسمنت.
- يستخدم لجعل بعض أنواع المربى كاليقطين والباذنجان تكتسب قساوه وذلك بنقعها قبل الغلي.
- يستخدم للتخلص من آثار الأمطار الحمضية في البحيرات
- كان يستخدم في السابق في الكتابة على اللوح (السبورة) إلى أن ظهرت اقلام الحبر والسبورة البيضاء

'الاستخدام الصيدلاني:'
ممدد في المضغوطات والمحافظ وعامل علاجي.
تُوظف كربونات الكالسيوم كسواغ صيدلاني حيث يُستخدم غالباً في الأشكال الصلبة كممدد
كما أنه يستخدم كأساس في المستحضرات السنية المشبعة بالدواء
و يستخدم كذلك كوقاء وكعامل مساعد على الانحلال في المضغوطات القابلة للتفتت وكعامل رافع للحجم في عمليات التلبيس (التغطية) بالسكر.
علاجياً كمضاد للحموضة ومتتم لكالسيوم الجسم.
يستخدم كمادة ممددة في الطلائات الدهنية والمائية.

## التأثير على صحة الجسم
تُستخدم غالباً في الأشكال الفموية وتُعد عموماً مادة غير سامة.و مع ذلك فإن وصفها فموياً قد يسبب الإمساك وتناول كميات كبيرة (4-60غ يومياً)قد يقود إلى فرط كالسيوم الدم أو إلى تلف الكلية.
و علاجياً تُوصف جرعات فموية بحدود 1غ كمضاد للحموضة.
			LD50 (rat,oral) = 6.45 g/kg